# 鳴潮茂生
鳴潮 茂生（なるしお しげお、1908年9月8日 - 没年不明）は、三重県三重郡朝日町出身で高砂部屋に所属した元大相撲力士。本名は太田 茂生。最高位は十両6枚目（ただし、後述のように十両力士として土俵に上がらなかった）。

## 経歴
高砂部屋に入門し、1925年1月、初土俵を踏む。1932年1月、十両に昇進したが、番付発表直後に起きた春秋園事件により、朝潮（後の男女ノ川）、鏡岩らとともに脱退し、革新力士団に加わった。その後、相撲協会に復帰することはなかった。

## 改名
桑錦→鳴潮